# Neelus
Genre
Neelus est un genre de collemboles de la famille des Neelidae.

## Liste des espèces
Selon Checklist of the Collembola of the World (version du 11 août 2019) :
- Neelus cvitanovici Papác, Lukic & Kovác, 2016
- Neelus desantisi Najt, 1971
- Neelus fimbriatus Bretfeld & Trinklein, 2000
- Neelus klisurensis Kovác & Papác, 2010
- Neelus koseli Kovác & Papác, 2010
- Neelus labralisetosus Massoud & Vannier, 1967
- Neelus lackovici Papác, Lukic & Kovác, 2016
- Neelus murinus Folsom, 1896

## Publication originale
- Folsom, 1896 : Neelus murinus, representing a new Thysanuran family. Psyche (Cambridge), vol. 7, no 242, p. 391–392 (texte original).